# Ceracis laminicollis
Ceracis laminicollis es una especie de coleóptero de la familia Ciidae.

## Distribución geográfica
Habita en Taiwán y Okinawa.